# Radislav Krstić
Radislav Krstić (* 15. února 1948, Vlasenica) je bývalý bosenskosrbský zástupce velitele a pozdější náčelník štábu Drinského sboru Armády Republiky srbské (dále jen „bosenskosrbská armáda“) od října 1994 do 12. července 1995. V červnu 1995 byl povýšen do hodnosti generálmajora a převzal velení Drinského sboru 13. července 1995.

## Život
Dne 2. prosince 1998 ho Mezinárodní trestní tribunál pro bývalou Jugoslávii obvinil z podílu na masakru ve Srebrenici. O několik dní později byl zadržen příslušníky SFOR a následně byl převezen do Haagu. Dne 2. srpna 2001 byl Krstić odsouzen k 46 letům vězení. Byl prvním odsouzeným Evropanem za genocidu od Norimberského procesu v roce 1946. Krstić se však odvolal a odvolací senát mu 19. dubna 2004 snížil trest o 11 let „za účast a napomáhání genocidě“. Od 20. prosince 2004 si odpykával trest ve věznici Wakefield ve Spojeném království, kde ho 7. května 2010 vážně zranili tři muslimští spoluvězni. Od 20. března 2014 je umístěn ve věznici Piotrków Trybunalski v Polsku.